# Sobasina wanlessi
Espèce
Sobasina wanlessi est une espèce d'araignées aranéomorphes de la famille des Salticidae.

## Distribution
Cette espèce est endémique de la province des Hautes-Terres méridionales en Papouasie-Nouvelle-Guinée,. Elle se rencontre vers Tualapa.

## Description
La carapace du mâle holotype mesure 1,2 mm de long et l'abdomen 1,1 mm et la carapace de la femelle paratype mesure 1,5 mm de long et l'abdomen 1,5 mm. Cette araignée est myrmécomorphe.

## Étymologie
Cette espèce est nommée en l'honneur de Fred R. Wanless.

## Publication originale
- Zhang & Maddison, 2012 : New euophryine jumping spiders from Papua New Guinea (Araneae: Salticidae: Euophryinae). Zootaxa, no 3491, p. 1-74.